# Primer moviment homosexual
Es denomina primer moviment homosexual el moviment de lluita pels drets LGBT que es va donar en les primeres tres dècades del segle xx, principalment a Alemanya, però també en uns altres països d'Europa i als Estats Units.
El moviment té localitzades les arrels en els escrits de mitjan segle xix de Heinrich Hössli, Karl Heinrich Ulrichs i Károly Mária Kertbeny, els tres dins de la cultura de parla alemanya. Habitualment se situa el començament del primer moviment homosexual amb la creació el 1897 a Berlín del Wissenschaftlich-humanitäres Komitee de Magnus Hirschfeld. Dins del moviment alemany hi va haver altres dos corrents importants liderats per Adolf Brand i Friedrich Radszuweit. Aquest moviment no només va publicar nombroses obraes i revistes sobre el tema, sinó que, malgrat les nombroses dificultats, es va implicar activament per aconseguir l'acceptació de l'homosexualitat en la societat i l'eliminació de l'article 175 del codi penal alemany, que convertia l'homosexualitat en il·legal.
El moviment alemany es va estendre per Europa Occidental i els Estats Units, i el 1928 es va fundar la Lliga mundial per la reforma sexual, una organització internacional que, entre altres objectius, buscava l'acceptació de l'homosexualitat. Tanmateix, tot aquest moviment es va veure impossibilitat des de mitjan dècada de 1930 per l'ascens del feixisme i l'inici de la Segona Guerra Mundial, i va desaparèixer, però va deixar a Suïssa una llavor que permetria el naixement del moviment homòfil després de la guerra.

## Precursors del moviment homosexual
Heinrich Hössli (1784-1864), un barretaire i assagista suís, que va publicar el primer volum de la seva obra Eros el 1836 i el segon el 1838, es pot considerar el primer activista homosexual de la història. Al primer volum compara el tractament que rep l'«amor grec», com denomina l'homosexualitat, amb el que es va donar en segles anteriors als heretges i les bruixes. A més a més, defensa que les característiques externes (com ara l'amanerament) no revelen res sobre les preferències sexuals. El segon volum es divideix en dues parts: una antologia sobre l'amor masculí, amb obres gregues, romanes i perses principalment, i una segona, en la qual tracta de desmuntar nou prejudicis, incloent-hi el de la pedofília. La influència de Hössli va ser molt petita i els seus textos amb prou feines van tenir difusió.
El primer gran activista gai va ser Karl Heinrich Ulrichs (1825-1895), un advocat de Hannover. el primer a proposar una associació d'homosexuals. Ulrichs va publicar entre el 1864 i el 1865, amb el pseudònim Numa Numantius, cinc pamflets amb el nom col·lectiu Forschungen über das Räthsel der mannmännlichen Liebe («Estudis sobre l'enigma de l'amor de l'home per l'home») en el qual defensa la teoria del tercer sexe, anima muliebris virili corpore inclusa, una ànima de dona en un cos d'home, i l'origen biològic de l'homosexualitat. Els escrits d'Ulrichs el converteixen en el primer teòric modern de l'homosexualitat i van tenir una certa importància per despertar l'interès d'alguns sexòlegs com ara Krafft-Ebing. El 1867 va tractar de defensar l'abolició de l'article 175 en un congrés d'advocats a Múnic, però no va aconseguir ni acabar d'exposar el primer paràgraf abans de ser escridassat, i va ser així el primer homosexual que va sortir de l'armari públicament. Ulrichs també va classificar i nomenar els diferents tipus d'orientació sexual: l'«urning» o «uranier», per als homes homosexuals, i el «dioning» o «dionäer», per als homes heterosexuals, una interpretació del discurs de Pausànies d'Atenes sobre les dues formes d'Eros, les dues Afrodites del simposi de Plató. Aquestes denominacions no van tenir èxit i van ser desplaçades pel terme «homosexual», una paraula asèptica, creada per Károly Mária Kertbeny en una carta a Ulrichs.
Károly Mária Kertbeny (1824-1882), nascut Karl Maria Benkert, va ser un periodista i traductor hongarès, ciutadà de l'Imperi Austrohongarès. Es va interessar pel tema homosexual de jove perquè va viure de prop dos suïcidis d'homosexuals. Tot i que sempre ho va negar, les seves ambígües relacions amb dones i la sensibilitat a la bellesa masculina que mostra en els seus diaris podrien indicar que Kertbeny mateix fos homosexual. El 1868 es va traslladar a viure a Berlín, on va conèixer Ulrichs i, encara que personalment no hi va haver afinitat, més tard van tenir una relació epistolar intensa. Kertbeny també va lluitar per l'abolició de l'article 143 del codi penal de Prússia, incorporat després a l'article 175 alemany.

## Tolerància durant la República de Weimar
Encara que durant la república de Weimar el codi penal alemany condemnava les pràctiques homosexuals masculines, per mitjà de l'article 175, la pressió policial a les grans ciutats era baixa. Berlín era considerada una ciutat liberal, amb molts locals, cabarets i clubs nocturns gais. Ja al començament de la república s'havia format fins i tot un moviment reivindicatiu dels drets dels homosexuals que va tenir el seu origen en l'Institut für Sexualwissenschaft (Institut per a la recerca sexual) dirigit per Magnus Hirschfeld i el Comitè científic humanitari, en el qual també col·laborava Hirschfeld.

En aquest període d'entreguerres van sorgir altres organitzacions gais. Hans Kahnert, insatisfet amb l'enfocament científic de les organitzacions de Hirschfeld, va fundar en els anys 1920 l'Associació de l'Amistat Alemanya destinada a formar llaços de companyonia entre els homosexuals alemanys. Va obrir un centre a Berlín amb reunions setmanals i publicant un butlletí també setmanal anomenat Die Freundschaft (L'amistat). El 1921 l'associació va llançar una crida a l'acció perquè els homosexuals alemanys participessin en la reforma legal:
| «                                           | Homosexuals, coneixeu les raons que motiven als vostres oponents. També sabeu que els vostres líders i els vostres advocats han treballat dur i incansablement durant dècades per eliminar els prejudicis, difondre la veritat, reivindicar els vostres drets; i aquests esforços no han estat del tot en va. Però la conclusió final és que vosaltres mateixos heu de reivindicar els vostres drets. En última instància, la justícia només serà el fruit del vostre esforç. L'alliberament dels homosexuals només pot aconseguir-se gràcies a l'esforç dels propis homosexuals. | » |
| — Yearbook for Sexual Intermediates, vol.21 | |   |

La gran llibertat de premsa que va haver-hi durant la república de Weimar va provocar una explosió de material imprès sobre l'homosexualitat, com Der Eigene editada per un altre grup de defensa dels drets dels gais, Gemeinschaft der Eigenen. Durant el període d'entreguerres es van publicar trenta diaris, revistes i butlletins diferents dirigits a homosexuals. Van aparèixer novel·les i llibres de tota classe. El 1919 es va realitzar la pel·lícula Anders als die Andern (Diferent de la resta), interpretada per Conrad Veidt i Magnus Hirschfeld, que narra la història d'un homosexual víctima de xantatge que va a la recerca d'ajuda a un metge famós (interpretat pel mateix Magnus Hirschfeld); segons sembla les extorsions d'homosexuals eren una autèntica indústria a Alemanya. El 1921 es va fundar el grup de teatre homosexual Theater des Eros.
Però el canvi de clima va començar a notar-se el 1920 quan Hirschfeld va ser agredit per antisemites a Múnic, un assalt recollit amb gaubança per la premsa nazi. Hirschfeld va sofrir un altre atemptat el 1923, durant una conferència li va disparar un jove a Viena, sent ferides diverses persones més.
El 1928 la lluita per anul·lar l'article 175 del codi penal, que condemnava les relacions homosexuals, estava en el seu apogeu. Es va demanar als partits polítics alemanys que declaressin la seva opinió sobre aquest tema. Un any més tard, Hirschfeld havia convençut a un comitè parlamentari perquè sotmetés al Reichstag un projecte de llei per eliminar l'article 175. Tots els delegats dels altres partits polítics alemanys, inclòs el partit comunista alemany, van votar a favor de la retirada de l'article 175 en la votació del comitè. Pel que el parlament estava virtualment a punt de reformar el codi quan l'enfonsament de la borsa de Nova York (Crack del 1929), la crisi financera mundial que va seguir i l'annexió d'Àustria van acabar amb el nou projecte de llei.

## Decadència i desaparició del moviment homosexual

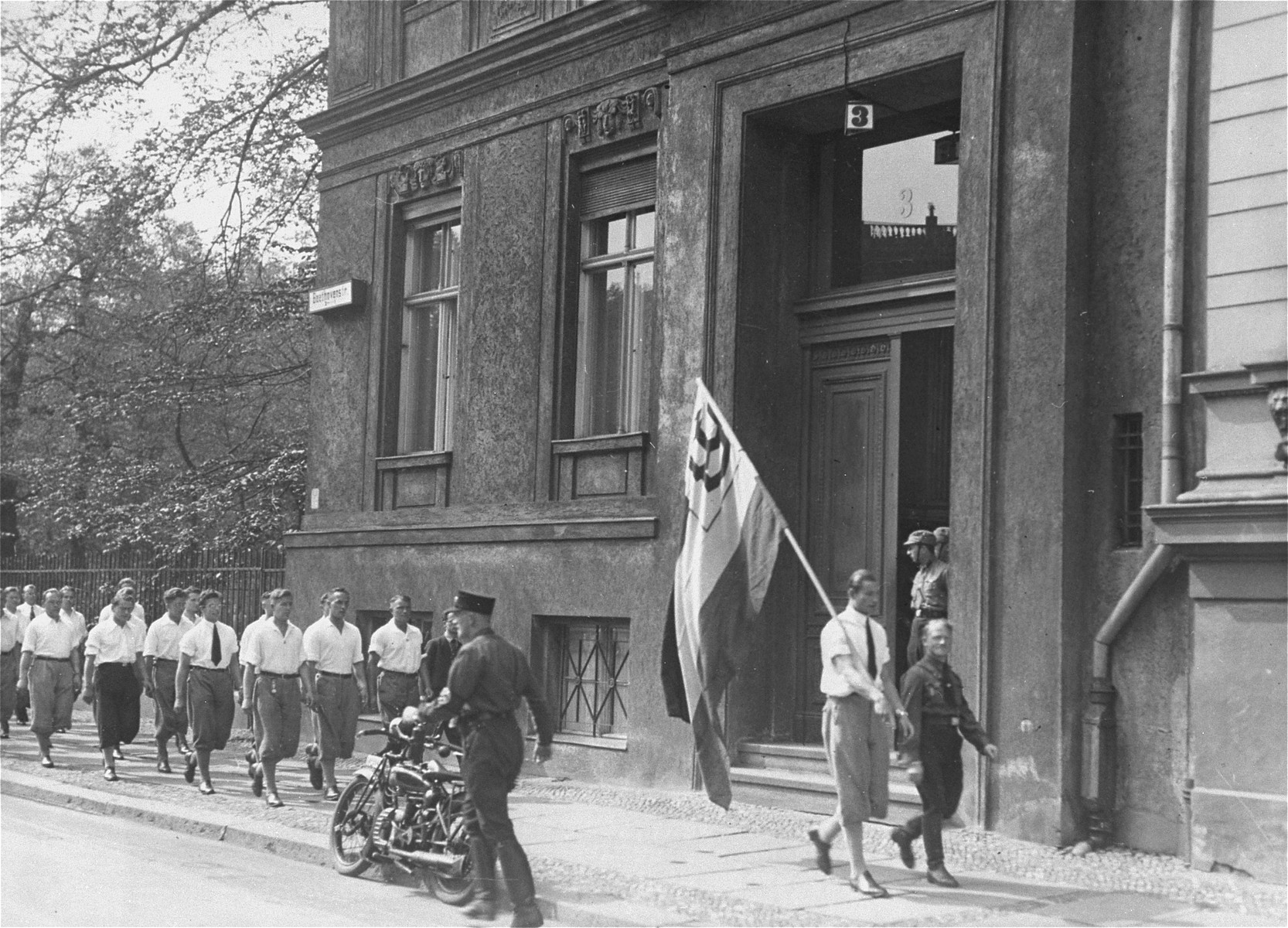
Estudiants de la Deutsche Studentenschaft, organitzada pel partit nazi, desfilen davant de l'Institut für Sexualwissenschaft a Berlín el 6 de maig de 1933 - abans de saquejar i confiscar els arxius, llibres i fotos per cremar-les.

El moviment homosexual es trobava en decadència des de finals dels anys 20. No haver aconseguit l'eliminació de l'article 175 havia estat una decepció després d'haver aconseguit el primer tràmit. L'eliminació mai va arribar a realitzar-se: el 1930 Alemanya va començar a igualar el seu codi penal amb el d'Àustria, que exigia el manteniment de l'article; les discussions van continuar fins a l'arribada al poder de Hitler.
El 1930 l'NSDAP ja havia aconseguit ser la segona major força al parlament i les SA començaven a actuar als carrers. L'ambient era tan perillós que Hirschfeld no va tornar el 1932 d'un dels seus viatges a l'estranger i es va dirigir directament a l'exili a Suïssa. El 1932 va morir Radszuweit, un dels grans pilars del moviment homosexual, i el 1933 va morir Richard Linsert, que havia estat molts anys secretari i un dels elements fonamentals del Comitè Científic Humanitari, que es va dissoldre després de la seva mort.
A partir de l'arribada de Hitler al poder el gener de 1933 es precipiten els esdeveniments. Al febrer, el Ministeri de l'Interior de Prússia va ordenar el tancament de tots els locals i revistes que estiguessin relacionades amb els homosexuals. Al maig l'Institut für Sexualwissenschaft va ser tancat, saquejat i la seva biblioteca va cremar al costat d'altres obres «contràries a l'esperit alemany» el 10 de maig de 1933. Al juny es dissolen definitivament les associacions d'homosexuals.

## Alemanya

### El primer moviment homosexual
De 1870 a 1940 es va produir un canvi en la percepció de l'homosexualitat a Europa, un canvi que generaria el moviment homosexual, al qual pertany el moviment d'alliberament LGBT contemporani.

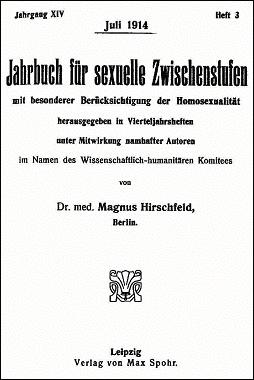
Jahrbuch für sexuelle Zwischenstufen (Anuari per a sexualitats intermèdies); publicat entre 1899 i 1923 per Magnus Hirschfeld. Any 1914.

Amb el marc de l'existència de l'article 175 del codi penal alemany i el procés judicial a Oscar Wilde, el 15 de maig de 1897 Magnus Hirschfeld, l'editor Max Spohr, el jurista Eduard Oberg i l'escriptor Franz Joseph von Bülow funden a Berlín el Wissenschaftlich-humanitäres Komitee, el Comitè Científic Humanitari, la primera organització homosexual del món, que el seu objectiu era l'eliminació de l'article 175 que penava l'homosexualitat. El lema de l'organització, Durch Wissenschaft zur Gerechtigkeit («A través de la ciència, cap a la justícia»), indica els mitjans que volien emprar, pretenien modificar l'opinió del públic a través de la informació.
Sota la direcció de Hirschfeld, el 1897 l'organització va realitzar la primera petició al Govern per a l'eliminació de l'article 175, signada, entre d'altres, per August Bebel, cap del partit socialdemòcrata, Richard von Krafft-Ebing, psiquiatre, Gerhard Hauptmann, escriptor, i el pintor Max Liebermann. El 1900 es va lliurar la segona petició, el 1903 la tercera i el 1904 la quarta. El 1922 van lliurar una petició amb la signatura de més de 6.000 persones, entre les quals es trobaven el ministre de finances Rudolf Hilferding, Hermann Hesse, Albert Einstein, Käthe Kollwitz, Heinrich Mann, Thomas Mann, Carl Maria Weber, Stefan Zweig, Grete Meisel-Hess, Rainer Maria Rilke i Arthur Schnitzler. El 1926 es va lliurar l'última petició. El 1902 apareixen els primers capítols locals a Frankfurt, Múnic, Düsseldorf i Leipzig.
El 1903 Adolf Brand crea la segona organització LGBT del món, la Gemeinschaft der Eigenen («Comunitat dels propis»), a partir dels subscriptors de la seva revista Der Eigene. La Gemeinschaft der Eigenen entenien l'homosexualitat de forma oposada a Hirschfeld i els seus, posant l'accent en l'home masculí, l'eros pedagògic i l'amor platònic. El 1905 Brand va atacar públicament a Hirschfeld i el Comitè Científic Humanitari en l'article Homosexualität und Afterkultur («Homosexualitat i cultura del darrere») publicat en la seva revista, rebutjant a l'homosexual femení com una caricatura i criticant l'esment de la sexualitat. L'associació va seguir durant algun temps l'estratègia de l'outing, tant propi com a aliè.
Entre 1907 i 1909 el Comitè Científic Humanitari va sofrir una crisi a conseqüència de l'escàndol Harden-Eulenburg i l'actuació de Hirschfeld en el procés, que va portar a la secessió del grup Sezesion sota el lideratge de Friedländer, grup que va desaparèixer amb el suïcidi del seu líder el 1909. Durant la I Guerra Mundial, de 1914 a 1917, el Comitè pràcticament no va tenir activitat.
El 1919 Magnus Hirschfeld va crear l'Institut für Sexualwissenschaft, la primera institució per a l'estudi de la sexologia del món, en la qual el Comitè ocupava la secció per a la «reforma sexual». L'Institut tenia com a objectiu «el foment de l'estudi científic de la vida sexual i l'esclariment en aquest camp». El treball científic anterior de Hirschfeld incloïa la creació del terme transvestit, que d'aquesta forma quedava per primera vegada «separat» de l'homosexual, la realització de la primera enquesta sobre la incidència de l'homosexualitat en la població i el desenvolupament d'una teràpia afirmativa per ajudar els homosexuals a viure amb la seva «diferència». L'Institut va organitzar el 1921 el primer congrés internacional per a la reforma sexual amb base científica: Ersten internationalen Kongreß für Sexualreform auf sexualwissenschaftlicher Grundlage. El 1928 Hirschfeld funda la Weltliga für Sexualreform («Lliga mundial per a la reforma sexual») que té la seu a l'Institut i que tracta tant d'avançar els drets dels homosexuals, com de temes sobre l'anticoncepció i la política de població.
El 1919 es va crear la tercera organització homosexual, la Berliner Freundschaftsbund («Lliga d'amics de Berlín»). Amb la unió el 1920 del Berliner Freundschaftsbund amb altres organitzacions de Frankfurt i Hamburg, es va crear l'organització més important durant la dècada de 1920, el Deutsche Freundschaftsverband («Lliga de l'amistat d'Alemanya»), que a partir de 1923 va passar a anomenar-se Bund für Menschenrechte («Lliga pels drets humans»), deixant l'enfocament polític per abordar activitats més socials i dedicar-se a diverses publicacions. Sota la direcció de Friedrich Radszuweit, va arribar a tenir més de 30.000 membres el 1928, estenent la seva activitat fins a Suïssa. Radszuweit es va convertir en una de les persones més importants del moviment homosexual, fundant una editorial i obrint la primera llibreria especialitzada en temes homosexuals del món. L'associació es caracteritzava per la seva estructura federal i el treball d'informació que feien les associacions locals. A mitjan dècada de 1925 es van dedicar a lluitar contra la discriminació individual d'homosexuals, enviant cartes de queixa a representants oficials.
Entre 1920 i 1923 va funcionar l'Aktions-Ausschuß («Comissió d'acció») amb la unió de les tres grans organitzacions. A poc a poc el Comitè Científic Humanitari va anar guanyant en influència fins que, després de la retirada de Gemeinschaft der Eigenen, la comissió es va dissoldre.
A partir de 1925 va començar a haver-hi disensions dins del moviment homosexual alemany. El 1926 el Comitè Científic Humanitari es va unir a una altra sèrie de moviments d'alliberament sexual per elaborar una estratègia en contra del projecte de reforma de la legislació sobre els delictes sexuals inclosos en el codi penal. El grup va editar una contraproposta que demanava l'eliminació de les condemnes per infidelitat, per homosexualitat entre majors de 16 anys, per prostitució, per avortament i per la venda d'anticonceptius. Les altres dues organitzacions, Gemeinschaft del Eigenen i Bund für Menschenrecht, es van sentir ignorades i en les revistes de Radszuweit es va acusar Hirschfeld de perjudicar al moviment amb la seva sol·licitud de legalitzar la prostitució masculina. Després de moltes polèmiques sobre el seu estil i la seva estratègia, Hirschfeld va ser destituït el 1929 com a director del Comitè, encara que el lloc va ser ocupat per un amic, Otto Juliusburger. La seu es va traslladar aquest mateix any des de l'Institut a un nou local al carrer Zimmer, a Berlín.

#### El feminisme lèsbic i la «lesbiana perversa»
Les lesbianes estaven sotmeses a una doble discriminació en aquesta època: per dones i per homosexuals. Al contrari que el cas dels homes, àdhuc ocultant les seves tendències sexuals, les dones no eren lliures, encara que l'article 175 no les afectés. Com a conseqüència, els esforços de les lesbianes es van centrar més aviat en el moviment feminista, que en el d'alliberament homosexual, malgrat que el Bund für Menschenrecht de Radszuweit posseïa des de 1923 una secció femenina a Berlín i les teories de Hirschfeld donaven folgada cabuda a les dones. D'altra banda, el moviment homosexual liderat per Brant era profundament misògin en la seva afirmació de la virilitat. Dins del moviment van ser d'importància Johanna Elberskirchen, Theo Anna Sprüngli àlies Anna Rüling i Emma (Külz-) Trosse. Les tres van publicar importants textos sobre l'emancipació lèsbica dins del moviment de reforma sexual. Dins del moviment homosexual també van ser d'importància en la defensa dels drets dels homosexuals l'anarquista Emma Goldman i la pacifista Helene Stöcker, ambdues feministes i a favor de la reforma sexual.
La reacció de la societat patriarcal va ser l'equiparació de les feministes amb lesbianes "marimachos" i la creació de l'estereotip de «lesbiana perversa». Aquesta percepció va tenir un important suport en la novel·la semiautobiogràfica Die Beichte eines Toren (1983 en alemany; «Les confessions d'un insensat») d'August Strindberg, en la qual l'autor descriu les aventures lèsbiques de la seva pròpia esposa.

### Primeres revistes d'homosexuals

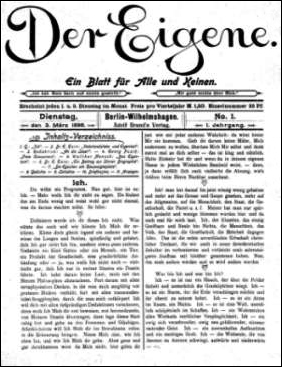
Primera edició de Der Eigene, 1896.

El 1870 es va publicar la primera revista dedicada al públic homosexual: Uranus, editada per Ulrichs. Sent la primera revista del món del seu gènere, encara que només es va publicar un número. El 1896, Adolf Brand va començar a editar Der Eigene («El propi»), la primera revista de contingut homosexual que va tenir continuïtat, encara que inicialment hagués d'insinuar els seus temes entre línies. A més la revista era de tendències anarquistes. Va ser prohibida per primera vegada el 1898 per mostrar nus i va tenir problemes amb la justícia el 1903 per un poema de Schiller.
El 1897 va aparèixer Jahrbuch für sexuelle Zwischenstufen («Anuari per a estats sexuals intermedis»), la primera revista científica que s'ocupava del tema, editada pel Comitè Científic Humanitari. La revista es va convertir en la major plataforma de debat sobre l'homosexualitat, publicant treballs científics, estudis historiogràfics i assajos biogràfics. La majoria dels col·laboradors de la revista eren de la mateixa opinió que Hirschfeld i defensaven un punt de vista en el qual els homosexuals representen un estadi intermedi entre homes i dones: homes femenins i dones masculines, en oposició a la línia editorial de Der Eigene.

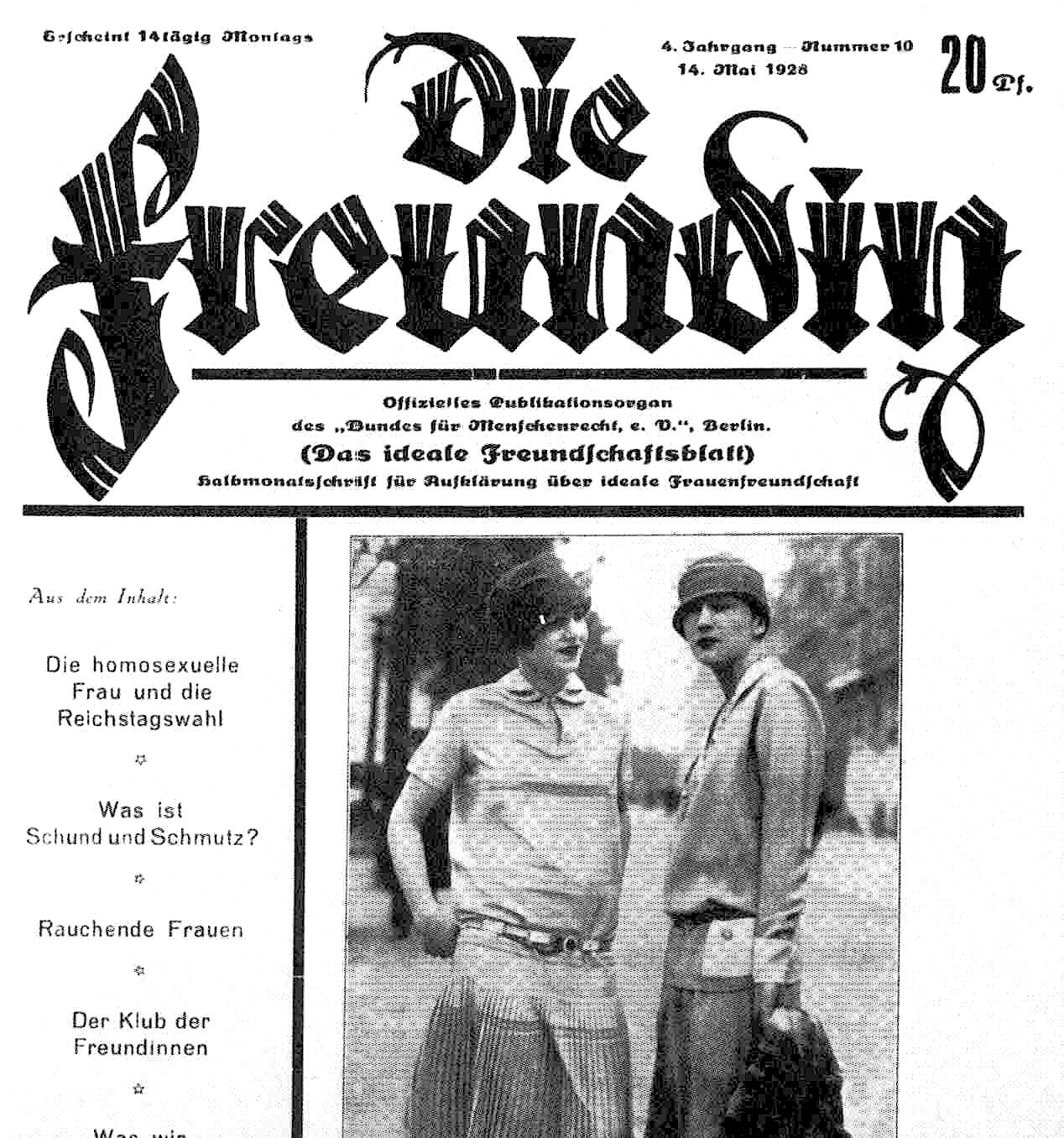
Edició de la revista lèsbica alemanya Die Freundin, 1928.

El 1919 es va crear la revista setmanal Die Freundschaft («L'amistat») que durant la seva existència va canviar diverses vegades d'estil, contingut i redactors, segons les disposicions de la censura del moment. Incloïa anuncis per paraules, fotos de nus i publicitat, bé en la revista, bé en fulles separades. De 1923 a 1925 van aparèixer nombroses revistes noves; d'aquestes, la més popular va ser Die Insel («L'illa»), una revista il·lustrada que va arribar a tenir un tiratge de 150.000 exemplars. El 1924 Radszuweit va començar la publicació de la primera revista lèsbica, Die Freundin (1924-1933; «L'amiga»), que tenia una secció per a transvestits. Va arribar a haver-hi cinc revistes per a lesbianes, a més de Die Freundin, Ledige Frauen (1928-1929; «Dones solteres»), Frauenliebe (1926-1930; «Amor de dones»; amb un tiratge d'uns 10.000 exemplars), Frauen, Liebe und Leben (1938; «Dones, amor i vida»), Garçonne-Junggesellin (1930-1932; «Garçonne-Soltera») i Blätter idealer Frauenfreundschaft (BIF; 1924-1927; «Fulles de l'amistat femenina ideal»).
A més d'aquestes revistes comercials, moltes associacions publicaven les seves pròpies fulles informatives. La més important va ser el Freunschaftsblatt («Fulla de l'amistat»), editada pel Deutsche Freundschaftsbund, que va canviar més tard el seu nom per Blätter für Menschenrecht («Fulles per als drets humans»). Comitè Científic Humanitari va haver de deixar de publicar el 1923 el Jahrbuch für sexuelle Zwischenstufen per culpa de la inflació. La fulla informativa del Comitè es va editar fins al 1926 com a annex en altres revistes i més tard es va començar a publicar per separat sota el nom Mitteilungen der Wissenschaftlich-humanitären Komitees («Comunicacions del Comitè Científic Humanitari»).
Totes les revistes i publicacions que tractaven el tema de l'homosexualitat van ser tancades al març de 1933 per una ordre del Ministeri de l'Interior prussià, sota el govern nazi.

### Decadència i desaparició

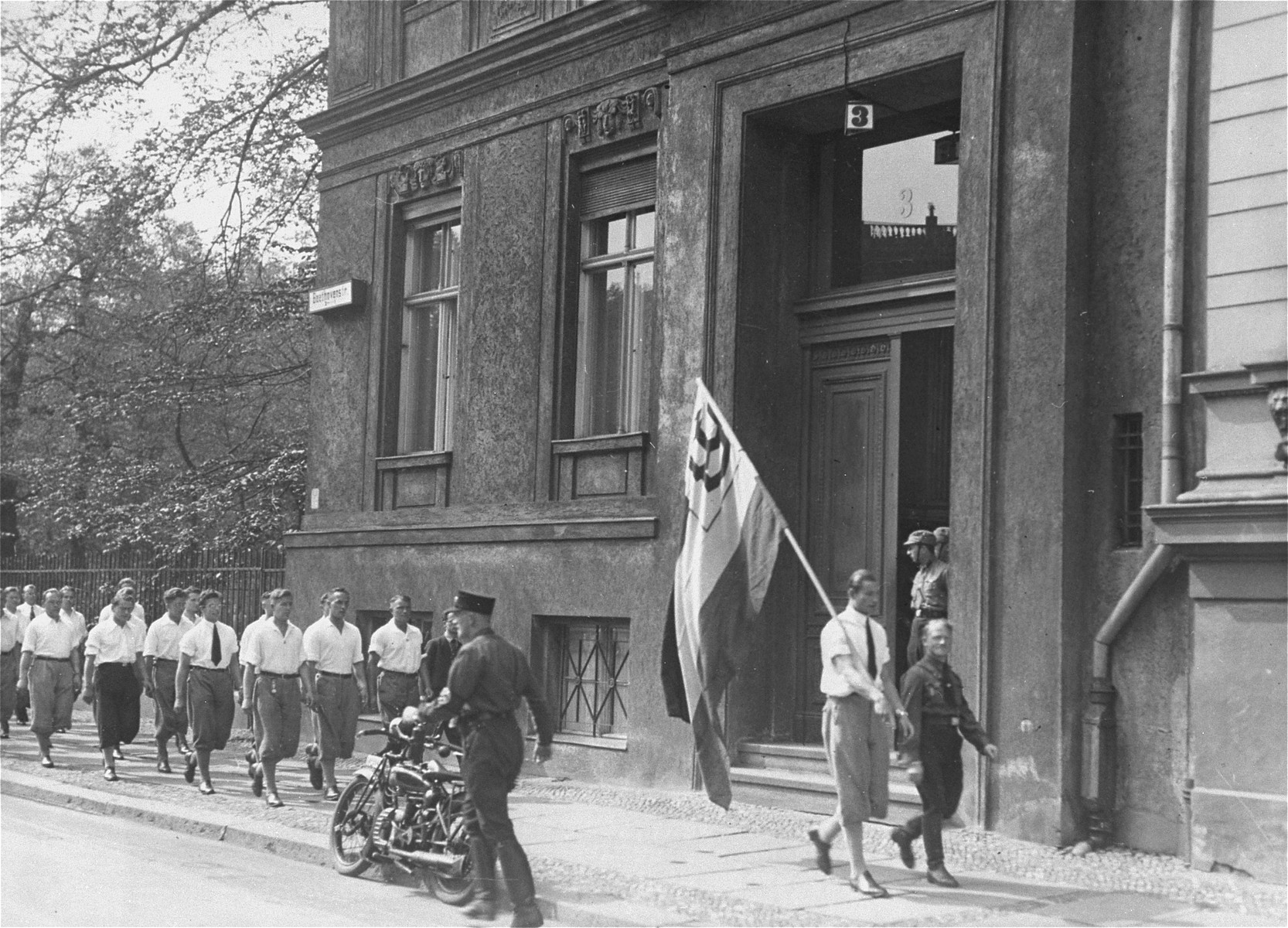
Estudiants de la Deutsche Studentenschaft, organitzada pel partit nazi, desfilen davant de l'Institut für Sexualwissenschaft a Berlín el 6 de maig de 1933 - abans de saquejar i confiscar els arxius, llibres i fotos per cremar-les.

El moviment homosexual es trobava en decadència des de finals dels anys 20. L'objectiu de l'eliminació de l'article 175 semblava aconseguit, per la qual cosa les diferents associacions es trobaven sense un objectiu clar. Eliminació que mai va arribar a realitzar-se: el 1930 Alemanya va començar a igualar el seu codi penal amb el d'Àustria, que exigia el manteniment de l'article; les discussions van continuar fins a l'arribada al poder de Hitler.
El 1930 l'NSDAP ja havia aconseguit ser la segona major força al parlament i les SA començaven a actuar als carrers. L'ambient era tan perillós que Hirschfeld no va tornar el 1932 d'un dels seus viatges a l'estranger i es va dirigir directament a l'exili a Suïssa. El 1932 va morir Radszuweit i el 1933 va morir Richard Linsert, que havia estat molts anys secretari i un dels pilars fonamentals del Comitè Científic Humanitari, que es va dissoldre després de la seva mort.
A partir de l'arribada de Hitler al poder el gener de 1933 es precipiten els esdeveniments. Al febrer, el Ministeri de l'Interior de Prússia va ordenar el tancament de tots els locals i revistes que estiguessin relacionades amb els homosexuals. Al maig l'Institut für Sexualwissenschaft va ser tancat, saquejat i la seva biblioteca va cremar al costat d'altres obres «contràries a l'esperit alemany» el 10 de maig de 1933. Al juny es dissolen definitivament les associacions d'homosexuals.

### Context social i legal
Sobretot després del judici a Oscar Wilde (1895), es va estendre per Europa la imatge del dandi afectat: l'homosexual va ser associat a l'efeminament, l'ociositat, el luxe, la falta de preocupacions, la decadència i els estetes.
Durant l'època d'entreguerres, va haver-hi a tot Europa un cert moviment d'acostament al cas estrany i exòtic, a «épater le bourgois» (escandalitzar al burgès). Tant l'homosexualitat, com el consum de cocaïna o les ballarines negres, per exemple, entre molts altres elements, es van convertir en símbol de la modernitat. Diferents artistes es van sentir atrets pel món «pervers» de l'homosexual i les modes de vestir d'home al garçonne i flapper es van estendre entre les dones, mentre que la imatge de l'home ideal es suavitzava i es «feminitzava».
Malgrat això, la societat en general no acabava d'acceptar als homosexuals i els pressionava per integrar-se en la «normalitat». Els periòdics mostraven a gais i lesbianes de vegades de forma ridícula, de vegades de forma odiosa. S'associaven sovint a la pedofília i la perversió de menors, a més dels asocials, ja que la seva sexualitat no servia per a la reproducció. L'homosexual sempre era «l'altre»: per a les classes mitjanes era una perversió del proletariat, per als treballadors era una perversió aristocràtica; a Occident era el vici dels comunistes, com a mostra el nom de «Homintern» per a un grup d'intel·lectuals d'esquerres d'Oxford, entre els quals es trobaven W. H. Auden, Christopher Isherwood i Stephen Spender, a la Unió Soviètica era un vici burgès. També existia una tendència a veure en l'homosexual una figura que vivia en el gueto, al límit de la societat, de forma secreta i oculta, d'on es va generar el mite de la «Lògia maçònica del vici». Naturalment la injúria homòfoba va ser una poderosa arma per atacar als enemics.

#### La colonització mèdica
Durant el segle xix es va produir la transformació del «sodomita» a l'«homosexual». Gràcies a l'auge de la psicologia, l'homosexual va deixar de ser un pecador a ulls de Déu al que cal fer cremar a la foguera, per passar a ser un «malalt», un «pervers» o un «degenerat», proper a la criminalitat, que necessita tractament mèdic per a la seva «cura». A la fi del segle xix la teoria de la degeneració estava fermament arrelada gràcies a obres mèdiques com Psychopathia sexualis (1886) de Richard von Krafft-Ebing, Die konträre Sexualempfindung (1891; «El sentiment sexual contrari») d'Albert Moll, Geschlecht und Charakter (1903; «Sexe i caràcter») d'Otto Weiniger i Entartung (1895; «Degeneració») de Max Nordau, un alumne de Cesar Lombroso. També cap a finals del segle xix s'estén la idea de l'homosexualitat com una «perversió» que és innata i que per tant no ha de ser castigada. Però al costat d'aquesta forma innata, es creia que existia una forma adquirida, que podia arribar per seducció, violació, depravació o, sovint, per onanisme. Molts metges opinaven a més que l'homosexualitat masculina posseïa traços femenins; però va ser Magnus Hirschfeld qui va popularitzar la idea de graus intermedis entre l'home masculí perfecte (heterosexual) i la dona femenina perfecta (heterosexual), entre els quals es trobaria el tercer sexe, una ànima de dona atrapada en un cos masculí, l'homosexual. Freud va rebutjar totes les teories anteriors, afirmant que l'homosexualitat era deguda a una «seducció durant la infantesa» o al «complex de castració» i que estava relacionada amb un desenvolupament incomplet de la psique, a més que dubtava que es pogués «guarir».
Entre 1919 i 1922 es van realitzar una sèrie d'operacions en les quals es va intentar canviar l'orientació sexual a homosexuals extirpant els seus testicles i substituint-los pels de persones heterosexuals. La teoria, proposta pel fisiòlog vienès Eugen Steinach, va ser popularitzada per Hirschfeld, que fins i tot la va recomanar a alguns dels seus pacients. Les operacions van deixar de realitzar-se el 1922 quan va quedar clar que no produïen l'efecte desitjat.
Al contrari que en el cas de l'homosexualitat masculina, el lesbianisme va atreure poc l'atenció dels metges. En general es parla de dos tipus de lesbianes, l'«autèntica», masculina, i la «pseudohomosexual», que ho és per seducció, al no aconseguir atreure a un home. Això, quan la seva existència no és negada completament i taxativament, ja que, segons el punt de vista imperant, la dona no pot ser satisfeta si no és amb el semen masculí, la falta del qual portaria a les lesbianes a la frustració i a la bogeria irremeiablement.

#### Legislació: article 175
Amb la creació del Segon Imperi Alemany, la unificació alemanya, el nou codi penal adopta la legislació prussiana en qüestió d'homosexualitat. Així, a partir de 1871, l'homosexualitat tornarà a estar castigada a tot el territori, inclosa Baviera, on havia deixat de ser delicte 57 anys abans. El nou paràgraf del codi penal, que es va dir Paragraph 175 (article 175), deia el següent:
| « | La fornicació/luxúria contra natura realitzada entre homes o de persones amb animals es castigarà amb pena de presó; també es podran retirar els drets civils. | » |
| — RGBl. 1875 pàg. 127. Traducció pròpia de l'original: Die widernatürliche Unzucht, welche zwischen Personin männlichen Geschlechts oder von Menschen mit Thieren begangen wird, ist mit Gefängniß zu bestrafen; auch kann auf Verlust der bürgerlichen Ehrenrechte erkannt werden. | |   |

La pèrdua de drets civils podia implicar la retirada del doctorat o del dret a vot o a ser triat. El 1913 s'edita un aclariment en el qual es defineix com «fornicació/luxúria contra natura» (widernatürliche Unzucht) a «accions similars al concubinat natural» (dem natürlichen Beischlaf ähnlichen Vorgang). La dificultat de definir el significat exacte d'«accions similars al concubinat natural» va quedar en mans dels jutges. El 1900 es va introduir la Lex Heinze, l'article 184, que prohibia la publicació i la venda de llibres, imatges i elements luxurioses (unzüchtig, en referència a l'article 175) i castigava aquestes accions amb presó de fins a un any i multes de fins a 1.000 marcs. El 1909 es va discutir estendre la llei a les dones, però mai es va dur a terme a causa de la interrupció creada per la Primera Guerra Mundial i el consegüent enfonsament de l'Imperi.
Malgrat l'oposició generada tant durant l'Imperi, com pels partits d'esquerra de la nova República de Weimar, la llei es va mantenir en el codi penal. Vegeu la secció El moviment homòfil.
La persecució va ser molt desigual al territori alemany: Dresden i Múnic eren extremadament repressives, mentre que a Berlín i Hamburg existia una espècie d'acord no escrit entre les organitzacions homosexuals i la policia, que permetia un cert liberalisme. A part d'aquestes dues ciutats, la República de Weimar era relativament repressiva i no mereix la fama de liberal que ha tingut posteriorment. Per fer complir l'article 175 es van crear unitats policials especialitzades que perseguien i controlaven aquest crim, recopilant detallats arxius sobre les activitats dels homosexuals, les anomenades «llistes roses». Es veien afectats sobretot aquells que acudien a banys públics per al sexe anònim i els que es movien per ambients dels baixos fons. El 1923/24 van augmentar dràsticament els judicis i les condemnes per l'article 175. El fenomen va ser a causa de la publicitat que va rebre l'assassí en sèrie Fritz Haarmann, que segons afirmacions pròpies, havia matat a 40 prostituïts, als quals llevava la vida a mossegades en el coll després d'haver arribat al clímax.
El 1925 la comissió parlamentària encarregada va proposar eliminar l'article 175 i substituir-lo per altres dos: l'article 296, «fornicació/luxúria entre homes» i l'article 297 per als casos amb agreujant. L'article 296 va ser rebutjat durant la comissió, però l'article 297 va ser acceptat amb tan sols els vots en contra del partit comunista. Com a resultat, qualsevol home que aprofités una posició de poder per aconseguir sexe amb un altre home, els que exercissin o acudissin a prostituts i els que tinguessin relacions sexuals amb menors de 21 anys havien de ser condemnats a una pena de presó de més de sis mesos. Malgrat mantenir-se la discriminació enfront de l'heterosexualitat, el sexe entre homes adults va deixar de ser delicte en l'esborrany del nou codi penal realitzat el 1929. Aquest nou codi penal mai va arribar a aprovar-se; abans que arribés al parlament, es van realitzar les eleccions de 1930, en les quals l'NSDAP, el partit nazi, es va convertir en la segona major força política.

#### Els escàndols
L'extensió dels mitjans de comunicació, l'aparició de la premsa groga, la xafarderia i les lleis opressores van ser factors imprescindibles per a l'aparició dels escàndols. Els primers grans escàndols europeus relacionats amb l'homosexualitat es van difondre a Anglaterra i en ells es van veure embolicats personalitats de la talla del príncep Albert del Regne Unit, duc de Clarence i Avondale, fill d'Eduard VII d'Anglaterra, aleshores encara príncep de Gal·les, i naturalment Oscar Wilde, el procés del qual i condemna va ser ben conegut a tot Europa. Un altre cas que va tenir una gran ressonància en l'àmbit germanòfon va ser el d'Alfred Redl, militar de l'exèrcit Austrohongarès, cap del servei de contraintel·ligència de l'exèrcit i com a tal, un dels pares dels mètodes moderns de l'espionatge. Redl va rebre xantatge de Rússia a causa de la seva homosexualitat, i quan es van descobrir els fets el consegüent escàndol va estendre, gràcies al cinema i el teatre, la idea que els homosexuals eren vulnerables, si no perillosos, al govern i l'exèrcit.
A Alemanya el primer escàndol va afectar Friedrich Alfred Krupp, propietari de l'empresa d'acers Krupp, actualment part de ThyssenKrupp, al qual es va acusar el 1902 de realitzar orgies amb menors a l'illa de Capri. Krupp va morir el 1902 en circumstàncies no aclarides, havent-hi sospites de suïcidi.

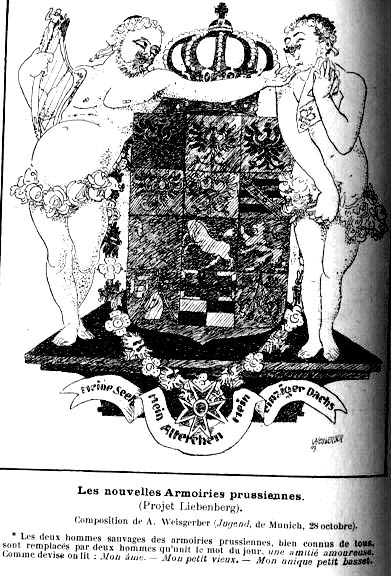
La caricatura en la qual Harden va voler veure a Eulenburg (amb l'arpa) i el seu «amant» Moltke, un a cada costat de l'escut de Prússia.

L'escàndol més important i que va arribar a sacsejar els fonaments polítics d'Alemanya, tenint profundes conseqüències posteriors, va ser l'escàndol Harden-Eulenburg. El 27 d'abril de 1907, Philipp zu Eulenburg va ser exposat (outing) pel publicista Maximilian Harden en públic: Harden va declarar que una caricatura publicada anteriorment en la seva revista Zukunft es referia a Eulengurg i Kuno von Moltke. La importància del fet era que Eulenburg i Moltke pertanyien a l'anomenat Cercle de Liebenberg, el cercle d'amics i consellers més propers a l'emperador Guillem II d'Alemanya. A més d'Eulenburg i Moltke, també van ser denunciats Georg von Hülsen, intendent del Teatre Reial, Von Stückradt, un ajudant del príncep hereu, i Bernhard von Bülow, tots pertanyents al Cercle de Liebenberg. L'emperador es va distanciar immediatament del Cercle i aquests van reaccionar amb una sèrie de denúncies que van generar al seu torn contradenúncies de l'altra part, en total uns 6 judicis públics. Tot i que no va haver-hi condemnes per al Cercle de Liebenberg i sí per Harden i els seus aliats, Harden havia aconseguit el seu propòsit de desacreditar als membres del Cercle, que en la seva opinió tenien una influència massa moderadora i no prou masculina i agressiva sobre la política exterior alemanya. Les conseqüències van ser vàries. La difusió a la resta d'Europa va produir nombrosos acudits i tires còmiques sobre Alemanya i l'Emperador, i l'homosexualitat va passar a ser considerada una qüestió alemanya i antipatriòtica. A més d'estendre l'homofòbia, el procés també va estendre prejudicis antisemites, ja que Harden i Hirschfeld, que es va veure embolicat com a expert metge, eren tots dos d'origen jueu. Però la conseqüència més greu va ser l'allunyament de Guillem II dels seus consellers més moderats i el seu acostament als més agressius i «masculins». Alguns autors esmenten això com un dels elements que contribuirien a l'esclat de la Primera Guerra Mundial.
El cas Eulenburg no era més que el cas extrem d'una sèrie de xantatges que es van estendre per tot el país, gràcies a l'article 175 del codi penal alemany i a la por a l'escàndol públic. Els xantatgistes, anomenats Chaneure o Rupfer (desplumadores), formaven un autèntic exèrcit que es feia a la caça de víctimes. Ulrichs informa que una víctima rica va haver de pagar 242.000 marcs a 24 xantatgistes diferents i Hirschfeld explica el cas d'una altra víctima que va pagar fins a la mort de tots dos, víctima i xantatgista, però els hereus d'un van seguir pagant durant 35 anys diners als hereus de l'altre. Moltes víctimes, desesperades, buscaven una solució en el suïcidi. D'entre 10.000 homosexuals que van ser entrevistats per a un estudi el 1914, un 51% tenien pensaments suïcides per por d'un judici o per un procés judicial començat, un 25% ja havia intentat suïcidar-se, un 14% havia intentat suïcidar-se per xantatges, les morts per suïcidi eren un 6% i els suïcidis dobles un 0,6%.